# Xaffévillers
Xaffévillers là một xã ở tỉnh Vosges, vùng Grand Est, Pháp. Xã này có diện tích 8,43 km² dân số năm 1999 là 155 người. Xã này nằm ở khu vực có độ cao trung bình 260 m trên mực nước biển.
Người dân địa phương danh xưng tiếng Pháp là Heffiélés.

## Hành chính
| Danh sách các xã trưởng                |           |               |      |         |
| Giai đoạn                              | Giai đoạn | Tên           | Đảng | Tư cách |
| 2001                                   | 2014      | André Clément | UMP  |         |
| Tất cả các dữ liệu trước đây không rõ. |           |               |      |         |

## Biến động dân số
| Năm | 1962 | 1968 | 1975 | 1982 | 1990 | 1999 |
| --- | ---- | ---- | ---- | ---- | ---- | ---- |
| Dân số | 152  | 166  | 130  | 134  | 145  | 155  |
| From the year 1962 on: No double counting—residents of multiple communes (e.g. students and military personnel) are counted only once. |      |      |      |      |      |      |